# 柳井恒夫 (アナウンサー)
柳井 恒夫（やない つねお、1940年12月5日 - ）は大阪府出身の元NHKのエグゼクティブアナウンサー。

## 人物
- 高知県立高知小津高等学校、高知大学を卒業後、NHKに入局[1]。アナウンサーとしては、報道番組や大河ドラマ「春の波涛」のナレーションを務めた[2]。
- 退職後は大学などの教鞭を執り、四国学院大学非常勤講師を経て、徳島文理大学教授・文学部長を務め2013年に退職した[3][2]。
- 現在は高松市に住んでおり、「やない言葉塾」の主催として務めている。